# ミッドナイト・マッドネス
『ミッドナイト・マッドネス』（Midnight Madness）は、ナイト・レンジャーが1983年に発表した2作目のスタジオ・アルバム。

## 解説
前作『ドーン・パトロール』をリリースしたボードウォーク・レコードの社長ブルース・バードが同社を閉鎖したのに伴い、同じくバードが抱えるキャメル・レコード（MCAレコードのサブ・レーベル）に移籍して発表された。
1984年4月、本作はナイト・レンジャーの作品としては初めてRIAAによってゴールドディスクに認定され、同年6月にはプラチナディスクに認定された。
本作からの第1弾シングル「ロック・イン・アメリカ」は全米51位に達した。その後、「シスター・クリスチャン」が全米5位の大ヒットを記録して、続く「ホエン・ユー・クローズ・ユア・アイズ」も全米14位のヒットとなった。
「ロック・イン・アメリカ」はアルバム『ネヴァーランド』（1997年）の日本盤CDにセルフ・カヴァーが収録され、「レット・ヒム・ラン」は『セヴン』（1998年）の日本盤CDにセルフ・カヴァーが収録された。
「シスター・クリスチャン」はミュージカル『ロック・オブ・エイジズ』の劇中で歌唱され、2012年公開の映画版でも劇中のキャストにより歌われた。

## 収録曲
1. ロック・イン・アメリカ - "(You Can Still) Rock in America" (Jack Blades, Brad Gillis) - 4:15
2. ルーマーズ・イン・ジ・エアー - "Rumours in the Air" (Blades) - 4:32
3. ホワイ・ダズ・ラヴ・ハフ・トゥ・チェンジ - "Why Does Love Have to Change" (Blades) - 3:48
4. シスター・クリスチャン - "Sister Christian" (Kelly Keagy) - 5:01
5. タッチ・オブ・マッドネス - "Touch of Madness" (Blades) - 5:01
6. パッション・プレイ - "Passion Play" (Blades) - 4:41
7. ホエン・ユー・クローズ・ユア・アイズ - "When You Close Your Eyes" (J. Blades, Alan Fitzgerald, B. Gillis) - 4:14
8. チッピン・アウェイ - "Chippin' Away" (J. Blades, B. Gillis) - 4:11
9. レット・ヒム・ラン - "Let Him Run" (Jeff Watson, J. Blades, K. Keagy) - 3:24

## 他メディアでの使用例
「ルーマーズ・イン・ジ・エアー」はアメリカ映画『すてきな片想い』（1984年公開）のサウンドトラックで使用された。また、「シスター・クリスチャン」は『ブギーナイツ』（1997年公開）、『13日の金曜日』（2009年公開）、『処刑人II』（2009年公開）といった映画のサウンドトラックで使用された。

## 参加ミュージシャン
- ジャック・ブレイズ - リード・ボーカル、ベース
- ケリー・ケイギー - リード・ボーカル、ドラムス
- ブラッド・ギルス - ギター、バッキング・ボーカル
- ジェフ・ワトソン - ギター
- アラン・フィッツジェラルド - キーボード、バッキング・ボーカル